# Songs for Our Mothers
Songs for Our Mothers è il secondo album in studio del gruppo musicale post-punk britannica Fat White Family. È stato pubblicato nel gennaio 2016 con Fat Possum Records.

## Tracce
1. Whitest Boy on the Beach – 4:53
2. Satisfied – 3:40
3. Love Is the Crack – 4:19
4. Duce – 6:40
5. Lebensraum – 2:46
6. Hits Hits Hits – 3:40
7. Tinfoil Deathstar – 3:59
8. When Shipman Decides – 3:43
9. We Must Learn to Rise – 7:10
10. Goodbye Goebbels – 5:29